# This Film Is Not Yet Rated
Pour plus de détails, voir Fiche technique et Distribution.
This Film Is Not Yet Rated est un film documentaire américain réalisé par Kirby Dick en 2006.

## Synopsis
Le film enquête sur le système de classement des films aux États-Unis, organisé par la Motion Picture Association of America.

## Fiche technique
- Titre : This Film Is Not Yet Rated
- Réalisation : Kirby Dick
- Scénario : Kirby Dick, Eddie Schmidt, Matt Patterson
- Photographie : Shana Hagan, Kirsten Johnson, Amy Vincent
- Montage : Matthew Clarke
- Musique : Michael S. Patterson
- Production : Eddie Schmidt
- Société(s) de production : Independent Film Channel, BBC, Netflix
- Société(s) de distribution : 
  -  : IFC Films
  -  : ICA Films
- Pays d’origine :  États-Unis
- Langue : Anglais
- Format : Couleurs - Cinéma numérique - 1,78:1
- Genre cinématographique : Film documentaire
- Durée : 97 minutes
- Date de sortie :
  -  États-Unis  : 25 janvier 2006 (Festival du film de Sundance)
  -  États-Unis et  Royaume-Uni : 1er septembre 2006

## Distribution
Menés par Kirby Dick, les interview concernent :
- David Ansen, critique de film pour Newsweek
- Darren Aronofsky, réalisateur (Requiem for a Dream)
- Jamie Babbit, réalisateur (But I'm a Cheerleader)
- Maria Bello, actrice (The Cooler, A History of Violence)
- Paul Dergarabedian, analyste du Box Office
- Atom Egoyan, réalisateur (La Vérité nue)
- Mary Harron, réalisateur (American Psycho)
- Wayne Kramer, réalisateur (The Cooler, La Peur au ventre)
- Lawrence Lessig, professeur de droit (Stanford Law School)
- Jon Lewis, professeur de cinéma (Oregon State University)
- Kimberly Peirce, réalisateur (Boys Don't Cry)
- Bingham Ray, distributeur (October Films, former President, United Artists)
- Kevin Smith, réalisateur (Clerks, Père et Fille)
- Matt Stone, dessinateur/réalisateur (Capitaine Orgazmo, South Park, Team America: World Police)
- Michael Tucker, réalisateur (Gunner Palace, The Prisoner or: How I Planned to Kill Tony Blair)
- John Waters, réalisateur (Pink Flamingos, A Dirty Shame)